# 雅克·巴尔赞
雅克·马丁·巴尔赞（英語：Jacques Martin Barzun，/ˈbɑːrzən/，1907年11月30日—2012年10月25日）是一位法国裔美国历史学家，主攻思想史和文化史，获得过美国總統自由勳章和法國榮譽軍團勳章，最主要作品有93岁高龄时出版的《从黎明到衰落：西方文化生活五百年，1500年至今》（From Dawn to Decadence: 500 Years of Western Cultural Life）。